# William Horace Taylor
Pour les articles homonymes, voir William Taylor et Taylor.
William Horace Taylor (7 décembre 1889-20 juin 1986) est un homme politique canadien de l'Ontario. Il est député fédéral libéral de la circonscription ontarienne de Norfolk—Elgin de 1926 à 1935 et de Norfolk de 1935 à 1945.

## Biographie
Né dans le Townsend Township du comté de Norfolk en Ontario, Taylor grandit sur un ferme près de Scotland au sud de Brantford. Il entame une carrière publique en siégeant comme conseiller et préfet de Windham Township.
Élu en 1926, il est réélu en 1930, 1935 et 1940. De 1940 à 1945, il est whip en chef du gouvernement.
En 1945, il est nommé au Sénat du Canada pour représenter la division sénatoriale de Norfolk. Il prend sa retraite en 1966.